# 범어사 석조
범어사 석조(梵魚寺 石槽)는 부산광역시 금정구 범어사 성보박물관에 있는 석조이다. 2018년 5월 23일 부산광역시의 문화재자료 제102호로 지정되었다.

## 지정 사유
범어사 석조는 수곽의 일반적인 형식인 외부와 내부를 장방형 형태로 치석되어 있다. 폭이 긴 변의 모서리 쪽에 가깝게 반원 형태의 유수구를 마련하고 맞은편 변의 중앙 내부 밑바닥 경계면에 원형의 배수구가 뚫어 놓았다. 또 한편으로는 폭이 좁은 한 변의 중간지점에 새롭게 작은 유수구를 따로 마련하고 있는데 기계를 사용한 흔적과 약간의 시멘트 발림이 남아있는 것으로 보아 근래에 보강한 것으로 보인다. 그러나 전체적인 형태에서 장방형의 전통적인 석조 양식에 외부 표면이 조금 거칠게 정다듬으로 치석되어 있고 내부 표면은 도드락다듬으로 잘 치석되어 있는 편이다.
범어사 석조는 내부 표면에 비해 외부의 치석 상태가 뛰어나지 않고 명문이나 별다른 장식이 없는 조선후기에 제작된 수조로 보인다. 다만 조선시대 고찰에 소재하는 석조들에 비해 규모가 제법 큰 편에 속하며 조성 당시의 범어사 사격 또는 정황을 어느 정도 파악해 볼 수 있는 유물이기도 하다.
따라서 조선후기에 제작된 석조들이 대부분 각 시도 문화재자료로 지정되어 있는 것과 같이 범어사 석조 또한 부산광역시 문화재자료로 지정하여 관리·보존하는 것이 좋다고 판단된다.

## 참고 문헌
- 범어사 석조 - 국가유산청 국가유산포털